# لاكدار بوساها
لاكدار بوساها (مواليد 18 يوليو 1987 في بورغ سانت موريس - فرنسا) لاعب كرة قدم فرنسي يلعب حاليا لصالح نادي الدرجة الأولى بولوني الفرنسي منذ 2008 في مركز المهاجم .

## روابط خارجية
- لاكدار بوساها على موقع قاعدة بيانات كرة القدم.إي يو (الإنجليزية)
- لاكدار بوساها على موقع ليكيب (الفرنسية)
- لاكدار بوساها على موقع Soccerway.com (الإنجليزية)